# Örebro IK
Örebro IK (Örebro Ishockeyklubb) war ein schwedischer Eishockeyklub aus Örebro. Der Verein bestand zwischen 1972 und 1999 und spielte einige Jahre in der ersten schwedischen Eishockeyliga.

## Geschichte
Örebro IK ging aus dem 1908 gegründeten Örebro SK (Örebro Sportklubb) hervor. 1964 startete der in verschiedenen Sportarten vertretene Örebro SK eine Eishockeyabteilung, deren erste Herren-Mannschaft in ihrer ersten Saison die Division II södra A gewann und in die Division I Södra aufstieg. 1967 stieg sie wieder in die Division II ab. 1972 wurde die Eishockeyabteilung ausgelagert und unter dem Namen Örebro IK (Örebro Ishockeyklubb) zum eigenständigen Verein. Nach mehreren Ab- und Aufstiegen zwischen erster und zweiter Liga bekam der Verein zunehmend finanzielle Probleme. 1999 ging Örebro IK in Konkurs und wurde vom 1990 gegründeten HC Örebro 90 übernommen, der 2005 den Namen Örebro HK (Örebro Hockeyklubb) annahm und seit 2013 in der erstklassigen Svenska Hockeyligan antritt.

## Sportliche Entwicklung
In der Saison 1973/74 der  Schwedischen Division 1 – zu dieser Zeit noch die höchste Eishockeyliga – belegte der Verein zwar den letzten Platz der Gruppe Süd, konnte aber in der anschließend ausgespielten Abstiegsrunde die Klasse halten. In der Folgesaison 1974/75 stieg er dann ab. In der Saison 1975/76 der Division 1 – der ersten Spielzeit der Division 1 als zweithöchster Spielklasse – gewann die Mannschaft die Gruppe Ost und qualifizierte sich über die Aufstiegsrunde Kvalserien erneut für die erste Liga, nunmehr die Elitserien. Mit dem 9. Platz in der Saison 1976/77 folgte der direkte Wiederabstieg. Das Auf und Ab wiederholte sich, denn nach dem sofortigen Wiederaufstieg landete die Mannschaft mit dem 10. Platz in der Saison 1978/79 erneut auf einem Abstiegsplatz. Bis zur letzten Saison des Vereinsbestehens 1998/99 verblieb die Mannschaft in der Zweiten Liga (Division 1, Gruppe West).

## Bekannte ehemalige Spieler
Folgende bekannte Spieler waren für den Klub im Einsatz:
- Lars "Mozart" Andersson
- Peter Andersson
- Magnus Arvedson
- Peter Hasselblad
- Hardy Nilsson
- Patrik Sylvegård
- Håkan Åhlund
- Kent "Kneten" Andersson
- Lars-Gunnar "Krobbe" Lundberg

Kent-Erik Andersson begann seine Eishockey-Karriere in seiner Heimatstadt in der Nachwuchsabteilung des Örebro IK, für dessen erste Mannschaft er in der Saison 1970/71 sein Debüt in der damals noch zweitklassigen Division 2 gab. Auch Magnus Arvedson begann seine aktive Karriere beim Örebro IK und spielte für den Verein zwischen 1990 und 1993 in der zu dieser Zeit zweitklassigen Division I. Der Norweger Ole Eskild Dahlstrøm, der 1997/98 mit Adler Mannheim Deutscher Meister wurde, verbrachte 1988/89 eine Saison bei Örebro IK.